# Scinax castroviejoi
Scinax castroviejoi är en groddjursart som beskrevs av De la Riva 1993. Scinax castroviejoi ingår i släktet Scinax och familjen lövgrodor. IUCN kategoriserar arten globalt som otillräckligt studerad. Inga underarter finns listade i Catalogue of Life.